# Негруца Віктор Борисович
Віктор Борисович Негруца (8 травня 1934, селище Арбузинка, тепер Первомайського району Миколаївської області — ?) — молдавський радянський діяч, заступник голови Ради міністрів Молдавської РСР, голова Держплану Молдавської РСР. Кандидат у члени ЦК КП Молдавії в 1971—1976 роках. Член ЦК КП Молдавії в 1976—1981 роках. Депутат Верховної Ради Молдавської РСР 8—9-го скликань.

## Біографія
Народився в родині службовця.
У 1955 році закінчив Московський авіаційний інститут імені Серго Орджонікідзе.
У 1955—1959 роках — інженер, начальник планово-диспетчерського бюро механічного цеху Ташкентського машинобудівного заводу Узбецької РСР.
Член КПРС з 1958 року.
У 1959—1961 роках — начальник планово-економічного відділу Кишинівського заводу «Віброприлад» Молдавської РСР.
З 1961 року — відповідальний працівник апарату ЦК КП Молдавії.
У 1965 році закінчив Вищу партійну школу при ЦК КПРС у Москві.
З 1965 до 27 червня 1973 року — завідувач відділу, заступник голови Держплану Молдавської РСР.
27 червня 1973 — 25 листопада 1976 року — заступник голови Ради міністрів Молдавської РСР та голова Держплану Молдавської РСР.
Подальша доля невідома.